# Rhyparus birmanicus
Rhyparus birmanicus är en skalbaggsart som beskrevs av Leon Fairmaire 1897. Rhyparus birmanicus ingår i släktet Rhyparus och familjen Aphodiidae. Inga underarter finns listade i Catalogue of Life.